# Anne M. Mulcahy
Anne M. Mulcahy (* 21. Oktober 1952 in Rockville Centre, Long Island, New York) ist eine US-amerikanische Managerin und ehemalige Vorstandsvorsitzende des Xerox-Konzerns.
Anne M. Mulcahy erwarb am Marymount College der Fordham University in Tarrytown (New York) den Abschluss Bachelor of Arts in Englisch und Journalismus. 1976 begann sie ihre berufliche Laufbahn bei Xerox. Von 2001 bis zum 2009 war sie Chief Executive Officer und von 2002 bis 2010 chairwoman of the board. Ihre Nachfolgerin in beiden Ämtern ist Ursula Burns.